# D.S. al Coda (album)
 D.S. al Coda is het derde album van de Britse progressieve-rockband National Health.

## Inleiding
Het verscheen in 1982 en is tevens het laatste originele album van National Health. Het is opgedragen aan de in 1981 overleden Alan Gowen, een van de oprichters. Het bevat dan ook alleen werk van zijn hand, uitgevoerd door leden van National Health alhoewel de band zelf niet meer bestond sinds mei 1980. Rondom de begrafenis van Gowen, kwam een aantal ex-leden bij elkaar om wat geld in te zamelen en dat mondde uit in de opnamen. De nummers waren nog niet eerder op elpee uitgebracht, behalve T.N.T.F.X. en Arriving Twice, die waren op opgenomen door de band Gilgamesh, waarvan Gowen ook de oprichter was. De band had in de tournee van 1979 wel al een aantal nummers uitgevoerd, maar Gowen maakte nieuwe arrangementen voor het nieuwe album, dat door zijn overlijden nooit zou verschijnen. Opnamen vonden plaats aan Little Russell Street 35, Londen (Matrix). Het album werd in 1982 uitgebracht door Lounging Records uit Cardiff, dat slechts twee albums uitbracht. Er volgden heruitgaven in 1995 en 2001 via Voiceprint Records.

## Musici

### National Health
- Phil Miller: gitaar
- Dave Stewart: orgel, (elektrische) piano
- John Greaves: basgitaar, zang
- Pip Pyle: drums

### Gasten
- Jimmy Hastings: dwarsfluit, klarinet
- Elton Dean: saxofoon
- Annie Whitehead: trombone
- Ted Emmett: trompet
- Amanda Parsons: zang
- Barbara Gaskin: zang
- Richard Sinclair: zang

## Muziek
| Nr. | Titel                                    | Duur |
| --- | ---------------------------------------- | ---- |
| 1.  | Portrait of a Shrinking Man (Alan Gowen) | 5:33 |
| 2.  | T.N.T.F.X. (Alan Gowen)                  | 3:12 |
| 3.  | Black Hat (Alan Gowen)                   | 4:51 |
| 4.  | I Feel a Night Coming On (Alan Gowen)    | 6:35 |
| 5.  | Arriving Twice (Alan Gowen)              | 2:17 |
| 6.  | Shining Water (Alan Gowen)               | 8:50 |
| 7.  | Tales of a Damson Knight (Alan Gowen)    | 1:53 |
| 8.  | Flanagan’s People (Alan Gowen)           | 5:20 |
| 9.  | Toad of Toad Hall (Alan Gowen)           | 7:25 |